# Корчовка (Романовский район)
Корчовка (укр. Корчівка) — село на Украине, основано в 1800 году, находится в Романовском районе Житомирской области.
Население по переписи 2001 года составляет 371 человек. Почтовый индекс — 13002. Телефонный код — 4146. Занимает площадь 69,6 км².

## Адрес местного совета
13042, Житомирская область, Романовский р-н, с. Врублёвка, ул. Любарская, 31